# Севастиан (Дабович)
Архимандри́т Севастиа́н (в миру Йо́ван Да́бович, серб. Jован Дабовић, англ. John Dabovich; 9 июня 1863, Сан-Франциско, Калифорния — 30 ноября 1940, Монастырь Жича, Сербия) — архимандрит Сербской православной церкви, ранее — Русской православной церкви. Православный миссионер. Известен как первый православный священник, родившийся в США.
29 мая 2015 года решением Архиерейского Собора Сербской православной церкви причислен к лику святых в лике преподобного как святой Севастиан Джексонский (серб. Свети Севастијан Џексонски, англ. St. Sebastian of Jackson).

## Биография
Родился в 1863 году в Сан-Франциско в семье сербских эмигрантов.
В возрасте 21 года поступил в Санкт-Петербургскую духовную академию. В 1888 году он был пострижен в монашество с именем Севастиан, рукоположён во иеродиакона, а в июне 1889 году вернулся в Америку для служения в Александро-Невском храме в Сан-Франциско.
16/28 августа 1892 года принял священство в Северной Америке от епископа Николая (Зиорова).
В 1897 году вместе с епископом Николаем (Зиоровым) посетил Форт-Росс, оставленный русскими около полувека тому назад.
Основал ряд приходов на западном побережье США. Служил в Миннеаполисе, окормляя сербов, русских, греков и всех нуждающихся в духовной поддержке. Архиепископ Тихон (Беллавин) высоко оценил таланты и ревность священнослужителя, назначив его в администрацию Северо-Американской миссии.
В 1899 году указом императора Николая II он был награждён орденом Святой Анны.
Помимо пастырской и миссионерской деятельности, архимандрит Севастиан готовил православную литературу на английском языке — жития святых, объяснение богослужения, сборники проповедей.
15/28 марта 1905 года епископ Алеутский и Североамериканский Тихон (Беллавин) назначил игумена Севастиана благочинным сербских церквей в Алеутской епархии. 17/30 августа 1905 года определением Святейшего синода игумен Севастиан был назначен начальником вновь учреждённой Сербской миссии Алеутской епархии. 18 сентября/1 октября 1905 года архиепископом Алеутским Тихоном он был возведён в сан архимандрита.
В 1905 году епископ Тихон (Беллавин) докладывал предсоборной комиссии о необходимости создания на основе сербских приходов особой епархии. Кандидатом во епископа он рекомендовал архимандрита Севастиана.
Не добившись разрешения на переход сербских общин (к 1910—1919 годам их окормляли 14 сербских священников) в юрисдикцию Сербской православной церкви (СПЦ), архимандрит Севастиан подал в 1910 году в отставку.
Во время Второй Балканской войны (1912—1913) и Первой мировой войны (1914—1918) архимандрит Севастиан вернулся в Сербию, чтобы послужить в качестве капеллана в Сербской армии.
В 1936 году отец Севастиан окончательно переехал в Сербию и поселился в монастыре Святителя Саввы в Жиче. 30 ноября 1940 года отца Севастиана посетил святитель Николай Охридский. Епископ Николай спросил умирающего: «Что-нибудь тебе нужно?», и архимандрит ответил: «Только Царство Небесное». Это были его последние слова.
Епископ Николай (Велимирович), который погребал архимандрита Севастиана в Жичском монастыре, назвал его «самым великим сербским миссионером современности».

## Память и наследие
В начале 2007 года Священный Синод Сербской православной церкви принял решение о перезахоронении останков архимандрита Севастиана (Дабовича) в храме святителя Саввы Сербского в городе Джэксоне, в Калифорнии. Перезахоронение состоялось 1 сентября того же года. Рассматривалась возможность его канонизации Православной церковью в Америке.
Архиерейским Собором Сербской православной церкви, состоявшимся с 14 по 29 мая 2015 года был причислен к лику святых как преподобный. День памяти преподобного Севастиана (Дабовича) Джексонского Собор Сербской православной церкви определил праздновать 17/30 ноября.
4 сентября 2015 года патриарх Сербский Ириней прибыл в Западно-Американскую епархию Сербской православной церкви для участия в ежегодных епархиальных днях, центральным событием которых стало прославление архимандрита Севастиана Сан-Францисского и Джексонского. Торжества прошли 5 сентября в городе Алхамбра, Калифорния. В торжествах также приняли участие архиепископ Американский Димитрий (Тракателлис) (Константинопольский патриархат), епископ Новограчаницкий и Среднезападноамериканский Лонгин (Крчо), епископ Восточноамриканский Митрофан (Кодич), епископ Жичский Иустин (Стефанович), епископ Вениамин (Питерсон) (Православная церковь в Америке), епископ Савва (Инцкирвели) (Грузинская православная церковь).
6 октября 2017 года решением Священного Синода Русской православной церкви включён в месяцеслов Русской православной церкви.